# Serkan Gençerler
Serkan Gençerler (* 6. September 1978) ist ein türkischer Fußballschiedsrichter, der international als Schiedsrichterassistent im Einsatz ist.

## Karriere
Gençerler legte zusammen mit seinem Cousin Koray Gençerler im Jahr 1994 seine Schiedsrichterprüfung in der Heimatstadt seiner Eltern, Manisa, ab. 
Bereits nach einigen Jahren hatte er an der Tätigkeit des Schiedsrichterassistenten mehr Gefallen und entschied sich fortan, bei den Spielen nur noch als Assistent aufzulaufen.
Sein Cousin Koray Gençerler war bis 2013 Schiedsrichter bis zur Süper Lig.